# Królewska Marynarka Wojenna Omanu
Oman ma bardzo długą (ok. 2900 km) linię brzegową oraz współdzieli z Iranem wody cieśniny Ormuz, jednej z najbardziej strategicznych dróg wodnych świata – przez którą przechodzi znaczna część ropy naftowej eksportowanej przez państwa Zatoki Perskiej. Zadaniem Królewskiej Marynarki Wojennej Omanu (arab. البحرية السلطانية العمانية) są: obrona wybrzeża, ochrona omańskiej strefy ekonomicznej (w szczególności łowisk ryb) i zapobieżenie próbom przerwania transportu przez cieśninę Ormuz. Marynarka omańska jest stosunkowo dobrze wyposażona i wyszkolona, ma znaczny potencjał bojowy, aczkolwiek nie jest w stanie samodzielnie pokonać najsilniejszych flot w regionie jak np. irańskiej. Może jednak liczyć na wsparcie Royal Navy i United States Navy, z którymi utrzymuje bliskie kontakty i często uczestniczy we wspólnych ćwiczeniach.

## Historia
Oman ma długą tradycję morską, lecz w latach 60. XX wieku jego siły morskie zredukowane były do niewielkiej liczby pomocniczych jednostek typu dau, prowadzących przybrzeżne patrole antyprzemytnicze. W 1970 roku Królewska Marynarka Wojenna została oficjalnie powołana do życia, jako jeden z głównych rodzajów sił zbrojnych Omanu. Pierwszą jednostką zbudowaną dla floty był „Al Said”, przewidziany jako jacht królewski, ale wykorzystywany w czasie konfliktu w Zufarze.
W latach 70. nastąpiła szybka budowa floty: w 1973 roku pozyskano trzy szybkie okręty patrolowe („Al Bushra”, „Al Mansur” i „Al Najah”) oraz przeniesiono główną bazę floty do Chaur al-Mukalla w Maskacie. Dwa lata później do służby weszły dwa trałowce, przebudowane na patrolowce; kolejnymi jednostkami były trzy okręty desantowe („Sulhafat Al Bahr”, „Al Sansool” i „Al Doghs”). Pod koniec dekady, w 1978 roku w Sur zostało otworzone centrum treningowe marynarki. Początkowo kadra oficerska składała się głównie z Brytyjczyków, a podoficerska – z Pakistańczyków, ale dzięki rozwojowi szkolenia morskiego, w latach 80. ograniczano obcy personel do specjalizacji technicznych.
W następnych dekadach marynarka szybko się rozwijała. Personel zwiększył się z 2000 w latach 80. do 3200 w 1992 i 4200 w 1995 roku. Oprócz bazy w Maskacie, stworzono kolejne: na wyspie Al-Ghanam, w Mina Rajsut koło Salali, Wuzam Alwa i Chasab; główną bazą, zbudowaną w latach 1977–1988, stała się Al-Masna’a al-Wuzam.
W latach 80. podstawową siłą uderzeniową były cztery szybkie jednostki rakietowe typu Dhofar, zbudowane w Wielkiej Brytanii przez Vosper Thornycroft, wypierające ok. 400 ton, uzbrojone w armatę OTO Melara 76 mm, podwójne działo Breda kal. 40 mm i 6–8 pocisków rakietowych MM-40 Exocet. W latach 1996–1997 dołączyły do nich dwie pełnomorskie korwety typu Qahir, także produkcji Vosper Thornycroft. Były to odpowiednio „Qahir Al Amwaj” i „Al Mua’zzar”, o wyporności pełnej ok. 1500 ton, przenoszące oprócz pocisków Exocet także rakiety bliskiej obrony przeciwlotniczej Crotale i mające możliwość przyjęcia na pokład helikoptera. Ze względu na koszty remontu zrezygnowano natomiast z leasingu fregaty „Oliver Hazard Perry”.
W latach 90. większość personelu floty składała się z Omańczyków, aczkolwiek marynarka wciąż była uzależniona od brytyjskich specjalistów ds. technicznych. Oprócz współpracy z Brytyjczykami, Oman zawarł też porozumienia o współpracy z Francją w 1989 roku i w następnych latach zamówił tam serię trzech szybkich, 450-tonowych patrolowców (pierwsze, „Al-Bushra” i „Al-Mansour”, dostarczono w 1995 roku), które miały zastąpić używane dotąd cztery przybrzeżne patrolowce typu Al Wafji. Dwa z tych ostatnich, dostarczonych z końcem lat 70. przez stocznię Brooke Marine, przenosiły pociski Exocet.
W pierwszej dekadzie XXI w. Oman nie zakupił większych jednostek, złożył jednak zamówienia, które poskutkowały dostarczeniem w latach 2013–2014 dużych korwet typu Khareef, zbudowanych w Wielkiej Brytanii, oraz czterech pełnomorskich okrętów patrolowych, zbudowanych w Singapurze w latach 2014–2016. W tym ostatnim roku do marynarki Omanu dołączyły też dwa szybkie katamarany transportowe.

## Okręty[a]
| Numer taktyczny      | Nazwa                            | Typ                        | Stocznia, kraj pochodzenia | Klasa                     | Wyporność      | Wejście do służby | Wyposażenie                                                                    | Uwagi, grafika |
| Korwety              | Korwety                          | Korwety                    | Korwety                    | Korwety                   | Korwety        | Korwety           | Korwety                                                                        | Korwety |
| -------------------- | -------------------------------- | -------------------------- | -------------------------- | ------------------------- | -------------- | ----------------- | ------------------------------------------------------------------------------ | --- |
| Q40                  | Al Shamikh (Asz-Szamich)         | Khareef (Charif)           | BAE Systems                | korweta                   | 2660 ton       | 2013              | 1 × 76 mm plot., 2 × 30 mm, 8 MM-40 Exocet, 12 VLS MBDA MICA                   | |
| Q41                  | Al Rahmani (Ar-Rahmani)          | Khareef (Charif)           | BAE Systems                | korweta                   | 2660 ton       | 2014              | 1 × 76 mm plot., 2 × 30 mm, 8 MM-40 Exocet, 12 VLS MBDA MICA                   | |
| Q42                  | Al Rasikh (Ar-Rasich)            | Khareef (Charif)           | BAE Systems                | korweta                   | 2660 ton       | 2014              | 1 × 76 mm plot., 2 × 30 mm, 8 MM-40 Exocet, 12 VLS MBDA MICA                   | |
| Q31                  | Qahir Al Amwaj (Kahir al-Amwadż) | Qahir (Kahir)              | Vosper Thornycroft         | korweta                   | 1185 ton       | 1996              | 1 × 76 mm plot., 2 × 20 mm, 8 MM-40 Exocet, 1 × 8 Crotale plot., 6 × 324 mm wt | |
| Q32                  | Al Mua’zzar (Al-Mu’azzar)        | Qahir (Kahir)              | Vosper Thornycroft         | korweta                   | 1185 ton       | 1996              | 1 × 76 mm plot., 2 × 20 mm, 8 MM-40 Exocet, 1 × 8 Crotale plot., 6 × 324 mm wt | |
| Okręty patrolowe     |                                  |                            |                            |                           |                |                   |                                                                                | |
| Q30                  | Al Mubrukah (Al-Mabruka)         |                            | Brooke Marine              | okręt patrolowy           | 785 ton        | 1971              | 1 × 40 mm, 2 × 20 mm, lądowisko dla helikoptera                                | Dawny jacht królewski, przebudowany na okręt szkolny                                                                                 |
| B10                  | Dhofar (Zufar)                   | Dhofar (Zufar)             | Vosper Thornycroft         | mały okręt rakietowy      | 390 ton        | 1982              | 1 × 76 mm plot., 2 × 40 mm, 2 × 20 mm, 8 MM-40 Exocet                          | |
| B11                  | Al Sharquiyah (Asz-Szarkijja)    | Dhofar (Zufar)             | Vosper Thornycroft         | mały okręt rakietowy      | 390 ton        | 1983              | 1 × 76 mm plot., 2 × 40 mm, 2 × 20 mm, 8 MM-40 Exocet                          | |
| B12                  | Al Bat’nah (Al-Batina)           | Dhofar (Zufar)             | Vosper Thornycroft         | mały okręt rakietowy      | 390 ton        | 1984              | 1 × 76 mm plot., 2 × 40 mm, 2 × 20 mm, 8 MM-40 Exocet                          | |
| B14                  | Mussandam (Musandam)             | Dhofar (Zufar)             | Vosper Thornycroft         | mały okręt rakietowy      | 390 ton        | 1989              | 1 × 76 mm plot., 2 × 40 mm, 2 × 20 mm, 8 MM-40 Exocet                          | |
| Z1                   | Al Bushra (Al-Buszra)            | Al Bushra (Al-Buszra)      | Francja                    | patrolowiec               | 450 ton        | 1995              | 1 × 76 mm plot., 2 × 20 mm                                                     | |
| Z2                   | Al Mansoor (Al-Mansur)           | Al Bushra (Al-Buszra)      | Francja                    | patrolowiec               | 450 ton        | 1995              | 1 × 76 mm plot., 2 × 20 mm                                                     | |
| Z3                   | Al Najah (An-Nadżah)             | Al Bushra (Al-Buszra)      | Francja                    | patrolowiec               | 450 ton        | 1996              | 1 × 76 mm plot., 2 × 20 mm                                                     | |
| Z20                  | Al-Seeb (As-Sib)                 | Al-Ofouq (Ufuk)            | ST Marine, Singapur        | okręt patrolowy           | 1100 ton       | 2015              | 1 × 76 mm plot., 2 × 30 mm                                                     | |
| Z21                  | Al-Shinas (Szinas)               | Al-Ofouq (Ufuk)            | ST Marine                  | okręt patrolowy           | 1100 ton       |                   | 1 × 76 mm plot., 2 × 30 mm                                                     | Duże okręty patrolowe do ochrony strefy ekonomicznej, oparte na powiększonym projekcie singapurskich patrolowców typu Fearless       |
| Z22                  | Sadh (Sadh)                      | Al-Ofouq (Ufuk)            | ST Marine                  | okręt patrolowy           | 1100 ton       |                   | 1 × 76 mm plot., 2 × 30 mm                                                     | |
| Z23                  | Khassab (Chasab)                 | Al-Ofouq (Ufuk)            | ST Marine                  | okręt patrolowy           | 1100 ton       | 2016              | 1 × 76 mm plot., 2 × 30 mm                                                     | |
| Okręty desantowe     |                                  |                            |                            |                           |                |                   |                                                                                | |
| L3                   | Fulk al Salamah (Fulk as-Salama) |                            | Bremer Vulkan              | okręt desantowy           | 10 864 ton     | 1987              |                                                                                | Wielozadaniowy okręt desantowy i logistyczny, mogący pomieścić 270 żołnierzy. Przydzielony do jednostki morskiej Gwardii Królewskiej |
| L2                   | Nasr al Bahr (Nasr al-Bahr)      |                            | Brooke Marine              | okręt desantowy           | 2500 ton pełna | 1985              | 4 × 40 mm plot., 2 × 20 mm, 2 × 12,7 mm km                                     | Okręt desantowy z pokładem dla śmigłowca, możliwy przewóz 7 czołgów lub 400 t zaopatrzenia, 240 żołnierzy                            |
| Jednostki pomocnicze |                                  |                            |                            |                           |                |                   |                                                                                | |
| A2                   | Al Sultana                       |                            | Conoship, Holandia         |                           | 1380 ton       | 1975              |                                                                                | |
| S11                  | Al Mubshir (Al-Mubaszszir)       | Al Mubshir (Al-Mubaszszir) | Austal                     | szybki okręt transportowy | 325 ton        | 2016              |                                                                                | Szybki (ponad 35 węzłów) katamaran mogący przewieźć 260 żołnierzy                                                                    |
| S12                  | Al Naasir (An-Nasir)             | Al Mubshir (Al-Mubaszszir) | Austal                     | szybki okręt transportowy | 325 ton        | 2016              |                                                                                | |